# 小野恭三
小野 恭三（おの きょうぞう、1886年（明治19年）11月4日 - 1950年（昭和25年）10月13日）は、大日本帝国陸軍軍人。最終階級は陸軍少将。

## 経歴
1886年（明治19年）に福島県で生まれた。陸軍士官学校第21期卒業。1935年（昭和10年）8月に陸地測量部製図科長に就任し、1936年（昭和11年）8月に陸軍工兵大佐に進級。1937年（昭和12年）7月には工兵第1連隊長に転じた。
1939年（昭和14年）4月26日に長崎要塞司令官に就任し、8月1日に陸軍少将に進級した。1940年（昭和15年）8月1日に待命、8月31日に予備役に編入された。
1947年（昭和22年）11月28日、公職追放仮指定を受けた。

## 栄典
勲章等
- 1940年（昭和15年）8月15日 - 紀元二千六百年祝典記念章[4]